# Sostituto processuale
Il sostituto processuale si ha nel momento in cui un soggetto non ha la capacità di agire o non la utilizza ed un terzo agisce in nome proprio ma per conto altrui nell'esercizio della stessa. Si differenzia dalla Rappresentanza in quanto il soggetto agisce in nome proprio, mentre nella rappresentanza il soggetto agisce in nome altrui e per conto altrui.
Un esempio ne è l'azione surrogatoria.
La sostituzione processuale è disciplinata dall'articolo 81 cpc (fuori dei casi espressamente previsti dalla legge nessuno può far valere nel processo in nome proprio un diritto altrui).
Il sostituto processuale è un soggetto che agisce nel processo in nome proprio nei casi tassativamente indicati dalla legge ma per far valere un diritto altrui: è quindi parte ma non titolare del diritto fatto valere. Gli atti che pone in essere hanno effetto anche per il titolare del diritto e gli effetti del giudicato si producono nei confronti del sostituto (che è il titolare del diritto su cui la sentenza ha pronunciato).
Si differenzia dalla rappresentanza in quanto il rappresentante agisce in nome altrui e non proprio e in quanto gli effetti del provvedimento finale colpiscono sia il sostituto che il sostituito.

## Riferimenti normativi
- Codice di Procedura Civile